# Sévag Keucheyan
Sévag Keucheyan (* 30. März 1978 in Genf) ist ein ehemaliger Schweizer Basketballspieler.

## Werdegang
Keucheyan, ein 1,78 Meter grosser Aufbauspieler, war Mitglied des Genfer Vereins Versoix Basket. 2001 wechselte er zu den Geneva Devils. Mit der Mannschaft gewann er 2003 den Schweizer Ligapokalsieger sowie 2004 den Pokalwettbewerb. Im Spieljahr 2004/05 stand Keucheyan erst in Diensten von Meyrin Grand-Saconnex, dann spielte er wieder für die Geneva Devils. Im Januar 2006 schloss er sich Union Neuchâtel an.
Keucheyan, der Schweizer Nationalspieler war, wechselte zum Spieljahr 2006/07 zu Hérens Basket. 2008/09 spielte er noch für Bernex Basket in Genf.
Keucheyan wurde beruflich als Spielervermittler tätig.